# 昂戈
昂戈（法語：Angos）是法国上比利牛斯省的一个市镇，属于塔布区（Tarbes）塞梅阿克县（Séméac）。该市镇总面积2.98平方公里，2009年时的人口为225人。

## 人口
昂戈人口变化图示